# Esporles
Esporles este un municipiu agricol în insula Mallorca, Insulele Baleare, Spania.
1. ↑  Nomenclátor Geográfico de Municipios y Entidades de Población (20240402 edition)